# Bouregreg Marina

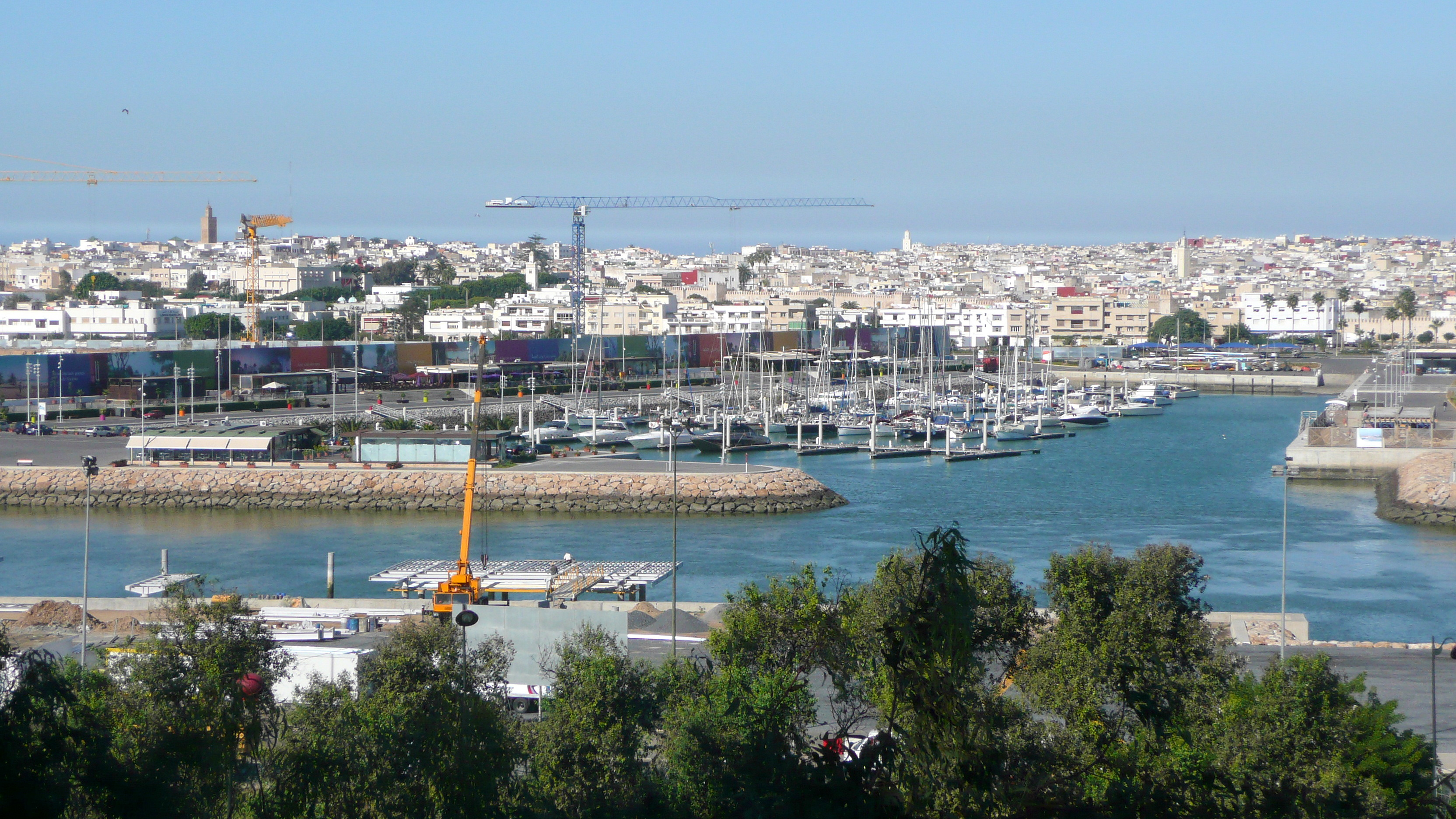
La marina vue depuis Rabat

Bouregreg Marina ou Marina de Salé est une marina située au Maroc, à l'embouchure du Bouregreg, un peu en aval du pont Hassan-II, sur la rive de Salé qui fait face à celle de Rabat, la capitale du pays. Conçue dans le cadre de l'aménagement de la vallée du Bouregreg, entamé en 2006 et rapprochant les deux rives, cette marina est gérée et exploitée par une société du même nom, filiale de l'Agence pour l'aménagement de la vallée du Bouregreg. 
Son port de plaisance, à l'abri de l'Atlantique et notamment destiné à servir d'escale vers l’Afrique occidentale, les Caraïbes ou l'Amérique du Nord, est en activité depuis mars 2008. Son bassin, d'une superficie de 4,2 ha qui viennent s'ajouter à 4 ha de terre-pleins, a été prévu pour accueillir des bateaux d'une longueur de 6 à 60 m et dont le tirant d'eau peut aller jusqu'à 3,5 m : au départ au nombre de 250 et à terme de 340, une fois son extension réalisée.